# Pseudomeloe gracilior
Pseudomeloe gracilior is een keversoort uit de familie van oliekevers (Meloidae). De wetenschappelijke naam van de soort is voor het eerst geldig gepubliceerd in 1903 door Fairmaire.